# CJPM-DT
CJPM-DT est une station de télévision canadienne située dans l'arrondissement Chicoutimi de la ville de Saguenay, Québec. Elle est détenue par Québecor Média et fait partie du réseau TVA. La station produit notamment des bulletins de nouvelles régionaux pour le Saguenay–Lac-Saint-Jean.

## Histoire
La station est fondée par John Murdock et est mise en ondes le 14 avril 1963. Toutefois ses propriétaires réalisent vite qu'ils n'ont pas les moyens suffisants pour concurrencer l'affiliée de Radio-Canada, CKRS-TV (depuis devenue CKTV-TV). Pour obtenir une meilleure programmation, CJPM commence à partager des programmes avec la plus grande station privée au Canada, CFTM-TV à Montréal. C'est le début de TVA, bien que le réseau ait officiellement été constitué en 1971.
Les propriétaires d'origine de CJPM vendent la station en 1982 à Télé-Métropole, qui détient notamment CFTM. Quelques années plus tard, en 1990 la station CJPM est détenue et exploitée par Télé-Métropole, après que cette dernière a racheté la majorité des parts auprès de ses premiers actionnaires.
CJPM-DT met en ondes son signal numérique le 29 août 2011 à partir d'une antenne temporaire située au Mont Sainte-Claire.
Le 17 mai 2024, le dernier bulletin régional TVA Nouvelles Saguenay-Lac-Saint-Jean est enregistré à la station. À la suite d'un plan de réorganisation dans le secteur de l'information du Groupe TVA, un bulletin régional sera enregistré depuis CFCM-DT.

### Identité visuelle (logo)

Logo de TVA de septembre 1990 à novembre 2012.
Logo de TVA du 29 novembre 2012 au 11 novembre 2020[4].
Logo de TVA depuis le 11 novembre 2020[4].

## Télévision numérique terrestre et haute définition
CJPM a mis en ondes CJPM-DT le 29 août 2011, peu avant la date butoir de l'arrêt de la télévision analogique et la conversion au numérique qui a eu lieu le 31 août 2011. CJPM-DT emet présentement sur le canal 46 depuis un émetteur temporaire situé au mont Sainte-Claire, émetteur qui sera utilisé pendant deux mois. L'émetteur principal sera mis en fonction après rénovations majeures de la tour principale. Le réémetteur du lac Saint-Jean, CJPM-TV-1, situé au Sud de Chambord et opérant sur le canal 10, sera lui aussi converti au signal numérique en 2012.
Dans le cadre d'un programme gouvernemental visant à ré-allouer les fréquences 600 MHz aux services cellulaires impliquant des changements de fréquences, l'émetteur de la station devrait changer du canal 46 au canal 24 entre mai et juillet 2020.

## Annexe